# Dachsteini mészkő

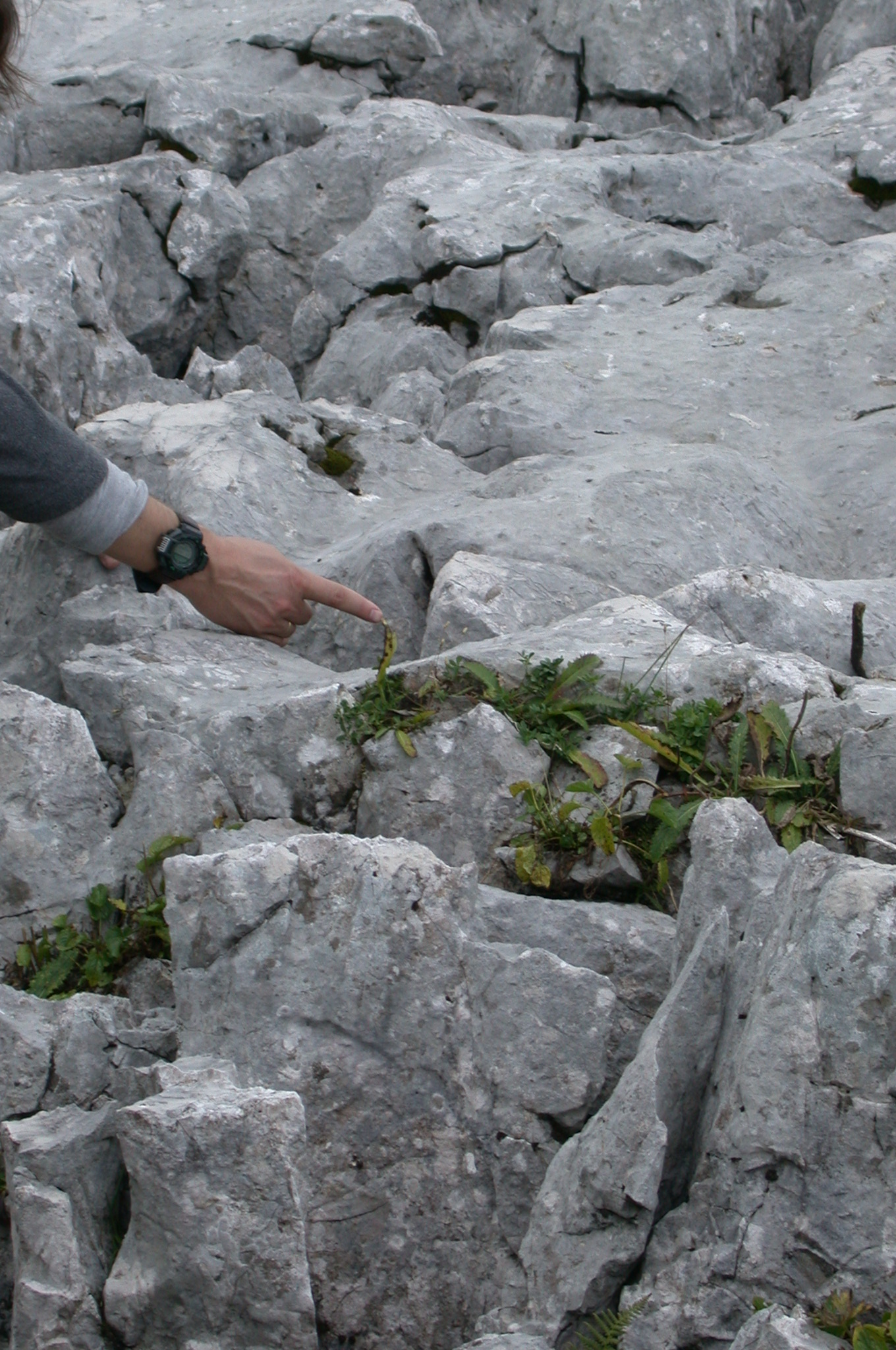
Dachsteini mészkő

A dachsteini mészkő az ALCAPA-főegységben – Magyarországon a Dunántúli-középhegységben és a Duna-balparti rögökben – általánosan előforduló, többnyire a fődolomitra települő, késő triász (felső karni–rhaeti) korú, kb. 210 millió éves karbonátos kőzet. Magyarország litosztratigráfiai egységeinek listájában Dachsteini Mészkő Formáció néven szerepel. Színe többnyire világosszürke; rétegvastagsága 700–1000 m. Alsó, a fődolomit felé átmeneti jellegű szakaszát „átmeneti rétegek”, illetve „fenyőfői tagozat” néven különböztetik meg.
Anyaga egy nagy karbonátplatform peritidális, illetve szubtidális övében, tehát a tengerparttól távoli tengeri platón  ülepedett le. A szárazföld felől érkező üledékek nem jutottak el idáig, ezért homok- és agyagtartalma 1%-nál is kevesebb. Jellegzetesen Lofer-ciklusos, azaz a platóról időnként visszahúzódottá a tenger, majd újra elöntötte azt — erről egyrészt az őstalajnyomok és száradási repedések tanúskodnak, másrészt a partvidékekre jellemző sztromatolitok.
Az ősi tengerben a foraminiferák, zöldmoszatok, korallok éltek. A kőzet sok Megalodus kagylómaradványt tartalmaz.
A kőzet szövete gyakran breccsás, mivel a kréta időszak hegységképző mozgásainak eredményeként a összetöredezett, majd immár nyugodtabb körülmények között cementálódott. Ez utóbbi folyamat nem volt egyenletes; a mészkőnek vannak kevésbé cementált, murvás, illetve porló változatai is.